# Martin Borthen
Martin Luther Borthen (* 13. August 1878 in Kristiansund; † 25. März 1964 in Bergen) war ein norwegischer Segler.

## Erfolge
Martin Borthen, der für den Bergens Seilforening segelte, wurde 1920 in Antwerpen bei den Olympischen Spielen in der 12-Meter-Klasse nach der International Rule von 1919 Olympiasieger. Er war Crewmitglied der Heira II, die als einziges Boot seiner Klasse teilnahm. Der Heira II genügte mangels Konkurrenz in zwei Wettfahrten jeweils das Erreichen des Ziels zum Gewinn der Goldmedaille. Zur Crew gehörten neben Christen Wiese, Kaspar Hassel, Egill Reimers, Arthur Allers auch die Brüder Thor, Olaf und Erik Ørvig. Skipper der Heira II war Johan Friele.
Borthen durchlief eine Ausbildung zum Skipper und ging bis 1909 auf See. Für eine Lebensrettung im Mittelmeer erhielt er 1908 den Mecidiye-Orden. Anschließend arbeitete er als Schiffsbelader in Bergen.